# Forfoleda
Forfoleda és un municipi de la província de Salamanca a la comunitat autònoma de Castella i Lleó. Limita al Nord amb Valdelosa, a l'Est amb Valdunciel i Calzada de Valdunciel, al Sud amb Valverdón i a l'Oest amb Torresmenudas.

## Demografia
| 1991 | 1996 | 2001 | 2004 |
| ---- | ---- | ---- | ---- |
| 245  | 252  | 242  | 237  |